# Ukrainian Fashion Week
Ukrainian Fashion Week är en årligt återkommande modevecka i Ukraina, med fokus på ukrainskt mode. Den hölls för första gången i november 1997. Det blev den första professionella modehändelsen i Östeuropa. Det är en unik händelse i Ukraina som motsvarar helt och hållet de internationella standarder för prêt-à-portershower och sker två gånger per år. Den samlar mer än 40 deltagare, godkänner mer än 150 ukrainska och internationella massmedier och besöks av över 25000 gäster varje gång.

## Internationellt
Ukrainian Fashion Week är den enda officiellt erkända prêt-à-porterveckan i Ukraina som upptar en hedersvärd plats i den internationella modebranschen.

## Tävlingar
Tävlingarna "Nykomlingar" och "Nytt mode" grundades som en del av Ukrainian Fashion Week för att söka efter och stödja talangfulla ungdomar. Under tiden för projektens existens, tillförde de ett kontinuerligt inflöde av "nytt blod" till ukrainskt mode och presenterade UFW som upptäckare av unga talanger.

## Evenemang
De viktigaste evenemangen som Ukrainian Fashion Week organiserar varje år: 
- Best Fashion Awards (ukrainska modepriset)
- Holiday Fashion Week
- Se in i Framtiden (unga designers tävling)
- Ukrainska Modespel

## Designers
Designers som Antonio Berardi, Elie Saab och Stephane Rolland har visat sina kollektioner under Ukrainian Fashion Week i Kiev.